# Decca Records
Decca Records er et engelsk pladeselskab, der blev grundlagt i 1929 af Edward Lewis. Lewis etablerede i 1934 et amerikansk selskab, der drev det amerikanske pladeselskab Decca. Lewis solgte i 1937 den amerikanske del af Decca, og de to Decca-selskaber fungerede herefter i flere årtier uafhængigt af hinanden.
Det britiske Decca blev særlig kendt for sine udvikling af optagelsesteknikker, og det amerikanske selskab blev særlig kendt for sine udgivelser af musik fra musicals.
Begge Decca-selskaber er i dag en del af Universal Music Group.

## Historie

### Navnet
Oprindelsen til navnet Decca har aldrig fået en officiel forklaring. Den bedste forklaring er, at det stammer fra åbningstonerne i en symfoni af Beethoven: D-E-C-C-A. . Teorien støttes af, at Decca har indspillet meget af Beethoven.

### Etablering
Decca blev oprindeligt etableret i Storbritannien af Edward Lewis i 1929. Lewis etablerede i 1934 et amerikansk selskab, der drev den amerikanske del af Decca.
Lewis var bekymret over Nazi-tysklands aggression i slutningen af 1930'erne og frygtede en krig i Europa, hvorfor han i 1937 solgte det amerikanske Decca, hvorefter de to Decca-selskaber fungerede uafhængigt af hinanden i flere årtier.
Det amerikanske Decca-selskab var blandt grundlæggerne af Universal Music Group.

### Opkøb
Decca opkøbte det konkursramte engelske pladeselskab Brunswick Records i 1932, som havde stjerner som Bing Crosby og Al Jolson. Decca købte også Melotone Records og Edison Bell Records.
I løbet af 1939 var Decca det største pladeselskab i Storbritannien.
I 1934 blev den amerikanske del grundlagt. Det blev en vigtig støttespille i det depressive amerikanske plademarked takket være de mange populære kunstnere som Bing Crosby og en dygtig leder som den tidligere Brunswick direktør Jack Kapp. Kunstnere, som skrev kontakt med Decca i 1930'erne og 1940'erne, var Louis Armstrong, Count Basie, The Andrews Sisters, Ted Lewis, Mills Brothers, Billy Cotton, Guy Lombardo, Chick Webb, Bob Crosby, Jimmy Dorsey, Connee Boswell, Jack Hylton etc.
I 1942 udgav Decca sangen White Christmas sunget af Bing Crosby. Den blev den bedst sælgende single nogensinde.
Det amerikanske RCA Records brød med EMI for at slutte sig til Decca i 1958, og det gjorde, at Decca fik lov til at sælge Elvis Presleys sange i Storbritannien under RCA's mærke.
Fra 1940'erne havde Deccas amerikanske del meget country musik med Kitty Wells, Johnny Wright, Ernest Tubb, Webb Pierce og Red Foley. Sent i 1950'erne skrev Patsy Cline kontrakt med det amerikanske Decca fra Everest Records, og hun udgav selv tre album og mange singler, mens hun levede, mens mange kom efter hendes død i 1963. Loretta Lyn skrev også kontrakt med Decca tidligt i 1960'erne, og hun blev hos Decca de næste årtier.

### Nej til The Beatles
Det britiske Decca havde flere uheld: I 1960 ville de ikke udgive "Tell Laura I Love Her" indspillet af Pay Peterson og ødelagde mange tusinde eksemplarer af singlen. Ricky Valances version blev udgivet af EMI, og den lå nummer et på de engelske hitlister i tre uger. Værre var det i 1962 da chefen for Decca, Dick Rowe, sagde nej til at indspille nogen fra Liverpool, som kaldte sig The Beatles. Det var årtiets største tab.
Ironiske nok blev uheldet med The Beatles indirekte grund til, at et af de største bands fra 1960'erne, The Rolling Stones, skrev kontrakt med Decca. Dick Rowe og George Harrison havde været dommere i en talentkonkurrence, og Harrison nævnte at Rowe burde høre The Stones, som Harrison havde set til en koncert nogle uger før. Rowe så på gruppen og skrev kontrakt med den. En af de første Rolling Stones hit var en sang, de havde fra The Beatles.
Andre, som udgav plader på det britiske Decca eller nogle af dens mindre pladeselskaber, var Pat Boone, The Everly Brothers, Bobby Darin, Ricky Nelson, Duane Eddy, The Drifters, Eddie Cochran, Del Shannon, Roy Orbison, The Crystals, The Ronettes, Ike og Tina Turner, The Bachelors, Anthony Newley, The Zombies, Billy Fury, Bobby Vee, Brenda Lee, Tom Jones, Glass Harp, The Who, Camel og Genesis. Som et lille kuriosum udgav selskabet også en single med den senere så kendte direktør for kunstmuseet Arken, Anna Castberg.

### Nedtur
Det engelske Decca mistede en vigtig kilde for amerikanske udgivelser, da Atlantic Records købte den engelske distributør til Polydor Records i 1966, fordi Atlantic dermed fik adgang til de engelske kunstnere, som Decca ikke fik.
1970'erne blev katastrofale for Decca, da The Rolling Stones gik i 1970, og andre fulgte efter. Deccas pladeselskaber begyndte at falde sammen. RCA gik fra Decca for at begynde sit eget i Storbritannien i 1971. The Moody Blues var de eneste internationale, som blev, og da punk tog fat i 1977 blev Decca et klassisk pladeselskab med sporadiske succeser.
Cock Sparrer startede der.
PolyGram sikrede sig resterne af det britiske Decca dagen efter, Edward Lewis døde i januar 1980. I dag bliver selskabet styret af Universal Music, og Decca er et ledende mærke for både klassisk musik og Broadway-musik.